# Stefan Moysa-Rosochacki
Stefan Moysa-Rosochacki (17. dubna 1853 Rosochacz – 9. prosince 1920 Lvov) byl rakouský politik polské národnosti z Haliče, v závěru 19. a na počátku 20. století poslanec Říšské rady.

## Biografie
Pocházel z rodiny drobné šlechty usedlé na východě Haliče a v Bukovině. Vystudoval práva na Lvovské univerzitě. Získal titul doktora práv. Byl pak aktivní veřejně i politicky. Od roku 1882 byl členem okresního zastupitelstva ve Sňatyni, od roku 1890 okresní starosta. Od roku 1883 byl rovněž členem Haličské hospodářské a úvěrové společnosti a dalších hospodářských spolků. Od roku 1902 vykonával funkci člena dozorčí rady Zemské banky ve Lvově. V období let 1888–1889 a 1901–1914 byl poslancem Haličského zemského sněmu, kde zastupoval okresy Sňatyn a Kolomyja. Zaměřoval se na otázky ekonomického rozvoje, výstavby silnic a regulace vodních toků.
V 90. letech se zapojil i do celostátní politiky. V doplňovacích volbách roku 1898 byl zvolen do Říšské rady (celostátní zákonodárný sbor) za všeobecnou kurii, 15. volební obvod: Kolomyja, Nadvirna, Horodenka atd. Nastoupil 25. října 1898 místo Ivana Hrobelského. Mandát pak obhájil za týž obvod i v řádných volbách do Říšské rady roku 1901. Uspěl i ve volbách do Říšské rady roku 1907, konaných podle rovného a všeobecného volebního práva (obvod Halič 32). Byl členem poslanecké frakce Polský klub. V jeho rámci představoval konzervativní východohaličské křídlo, tzv. Podolacy. K roku 1901 se profesně uvádí jako předseda okresního zastupitelstva ve Sňatyni, velkostatkář a zemský poslanec s titulem komerčního rady. V parlamentu byl aktivní v rozpočtovém výboru a zabýval se finančními a ekonomickými otázkami.
Roku 1899 byl povýšen do šlechtického stavu, roku 1910 získal titul svobodného pána.